# FIVB 월드그랜드챔피언스컵
FIVB 월드그랜드챔피언스컵(FIVB World Grand Champions Cup)은 국제 배구 연맹이 주최하여 각 대륙 챔피언이 모여 우승팀을 가리는 대회이다. 올림픽과 세계 배구 선수권대회 사이 연도에 개최된다.

## 개요
남녀대회 모두 1993년 일본에서 첫 대회가 개최되었다. 각 대륙별 선수권 우승국팀이 참가하여, 와일드카드 1개국을 포함한 총 6개국이 참가한다.

유럽 챔피언과 북중미 챔피언, 남미 챔피언, 아시아 챔피언이 참가하고, 홈팀 일본, 나머지 와일드 카드로 선정된 1개국등 6개국이 풀리그 방식으로 치러 우승국을 가린다.

아프리카와 오세아니아는 참가하지 않는다. 올림픽과 세계선수권 사이 연도에 4년주기로 개최된다.

## 역대 성적
남자 대회
| 개최년도 | 개최국 | 우승     | 준우승   | 3위          | 4위      | 5위    | 6위            |
| 1993     | 일본   | 이탈리아 | 브라질   | 쿠바         | 일본     | 미국   | 대한민국       |
| 1997     | 일본   | 브라질   | 네덜란드 | 쿠바         | 중국     | 일본   | 오스트레일리아 |
| 2001     | 일본   | 쿠바     | 브라질   | 유고슬라비아 | 대한민국 | 일본   | 아르헨티나     |
| 2005     | 일본   | 브라질   | 미국     | 이탈리아     | 일본     | 이집트 | 중국           |
| 2009     | 일본   | 브라질   | 쿠바     | 일본         | 폴란드   | 이란   | 이집트         |
| 2013     | 일본   | 브라질   | 러시아   | 이탈리아     | 이란     | 미국   | 일본           |
| 2017     | 일본   | 브라질   | 이탈리아 | 이란         | 미국     | 프랑스 | 일본           |
| 2021     | 일본   |          |          |              |          |        |                |

여자 대회
| 개최년도 | 개최국 | 우승     | 준우승 | 3위             | 4위    | 5위      | 6위             |
| 1993     | 일본   | 쿠바     | 중국   | 러시아          | 일본   | 미국     | 페루            |
| 1997     | 일본   | 러시아   | 쿠바   | 브라질          | 중국   | 일본     | 대한민국        |
| 2001     | 일본   | 중국     | 러시아 | 일본            | 브라질 | 미국     | 대한민국        |
| 2005     | 일본   | 브라질   | 미국   | 중국            | 폴란드 | 일본     | 대한민국        |
| 2009     | 일본   | 이탈리아 | 브라질 | 도미니카 공화국 | 일본   | 대한민국 | 태국            |
| 2013     | 일본   | 브라질   | 미국   | 일본            | 러시아 | 태국     | 도미니카 공화국 |
| 2017     | 일본   | 중국     | 브라질 | 미국            | 러시아 | 일본     | 대한민국        |
| 2021     | 일본   |          |        |                 |        |          |                 |

## 같이 보기
- 올림픽 배구
- FIVB 세계 남자 배구 선수권 대회
- FIVB 남자 배구 월드컵
- FIVB 배구 월드리그
- FIVB 세계 여자 배구 선수권 대회
- FIVB 여자 배구 월드컵